# Protéines Cdx
Les protéines Cdx (Cdx1, 2 et 4) représentent une famille de facteurs de transcription à homéodomaine premièrement caractérisés chez la drosophile. Ces protéines sont conservées dans l’évolution et sont fonctionnellement redondantes,. Elles sont exprimées durant la neurulation dans la partie caudale de l’embryon et jouent un rôle majeur dans l’élongation embryonnaire et dans la mise en place de l’axe de polarité antéro-postérieur, notamment en régulant l’expression des gènes Hox,.

## Mécanisme d’action
Les protéines Cdx agissent en tant que médiateurs des signaux de postériorisation en intégrant les signaux des voies de signalisation Wnt, FGF et de l’acide retinoïque,,,,. Ils reconnaissent grâce à leur homéodomaine la séquence nucléotidique consensus (C/A)TTTAT(A/G) qui représente leur site de fixation sur l’ADN.

## Rôle dans chaque feuillet embryonnaire
Dans l’endoderme, les protéines Cdx jouent un rôle majeur comme médiateur des signaux de postérisation Wnt pour la mise en place et la différenciation du système digestif avec notamment Cdx2 comme régulateur central,.
Dans le mésoderme, elles relaient les signaux de postérisation Wnt pour induire l’élongation embryonnaire, la somitogenèse, l’hématopoïèse ainsi que la régionalisation de l’embryon le long de l’axe antéro-postérieur. Ces fonctions mésodermiques passent notamment par la régulation de l’expression des gènes Hox,,,,
Dans le neuroectoderme, les protéines Cdx permettent la régionalisation de l’axe antéro-postérieur en contrôlant la régulation des gènes Hox. Elles sembleraient être également impliquées dans la fermeture du tube neural, ainsi que la formation des cellules de la crête neurale.